# Горњи Жировац
Горњи Жировац је насељено мјесто у општини Двор, у Банији, Сисачко-мославачка жупанија, Република Хрватска.

## Историја
Горњи Жировац се од распада Југославије до августа 1995. године налазио у Републици Српској Крајини.

## Становништво
На попису становништва 2011. године, Горњи Жировац је имао 22 становника.
| Националност       | 1991. | 1981. | 1971. | 1961. |
| Срби               | 353   | 547   | 675   | 880   |
| Југословени        | 6     | 3     |       |       |
| Хрвати             |       | 5     |       |       |
| остали и непознато | 8     | 3     |       |       |
| Укупно             | 367   | 558   | 675   | 880   |

| Демографија | Демографија | Демографија |
| Година      | Становника  | Становника  |
| ----------- | ----------- | ----------- |
| 1961.       | 880         |             |
| 1971.       | 675         |             |
| 1981.       | 558         |             |
| 1991.       | 367         |             |
| 2001.       | 19          |             |
| 2011.       |             | 22          |

## Попис1991.
На попису становништва 1991. године, насељено место Горњи Жировац је имало 367 становника, следећег националног састава:
| Попис 1991.‍  | Попис 1991.‍  | Попис 1991.‍ | Попис 1991.‍ | Попис 1991.‍ |
| ------------ | ------------ | ----------- | ----------- | ----------- |
|              |              |             |             |             |
| Срби         | Срби         |             | 353         | 96,18%      |
| Југословени  | Југословени  |             | 6           | 1,63%       |
| неопредељени | неопредељени |             | 7           | 1,90%       |
| непознато    | непознато    |             | 1           | 0,27%       |
| укупно: 367  |              |             |             |             |